# Noeux-lès-Auxi
Noeux-lès-Auxi är en kommun i departementet Pas-de-Calais i regionen Hauts-de-France i norra Frankrike. Kommunen ligger i kantonen Auxi-le-Château som tillhör arrondissementet Arras. År 2022 hade Noeux-lès-Auxi 185 invånare.

## Befolkningsutveckling
Antalet invånare i kommunen Noeux-lès-Auxi
| Referens: INSEE |